# Jan Jeuring
Jan Jeuring (født 27. november 1947 i Enschede, Holland) er en hollandsk tidligere fodboldspiller (angriber).
Jeuring spillede hele sin karriere, fra 1966 til 1977, hos FC Twente i sin fødeby. Han vandt den hollandske pokalturnering med klubben i 1977, og scorede det ene mål i finalesejren på 3-0 over PEC Zwolle.
På landsholdsplan spillede Jeuring to kampe for det hollandske landshold.

## Titler
KNVB Cup
- 1977 med FC Twente